# Centola i Elena de Valdelateja
Centola o Centolla i Elena (Hispania, segona meitat del s. III - Valdelateja, Burgos, 304) foren, segons la tradició, dues joves cristianes que van morir màrtirs prop de Burgos en 304, durant la persecució de Dioclecià. Són venerades com a santes per l'Església catòlica.
La llegenda diu que Centola era cristiana i en no voler abjurar de la seva religió, va ésser condemnada pel governador Eglisi, que la va fer penjar per fuetejar-la amb ferros i tallar-li els pits i la llengua. Elena era una noble, també cristiana, que la va visitar a la presó i que va retreure al governador la seva crueltat: per això també va ésser torturada i decapitada.

## Veneració

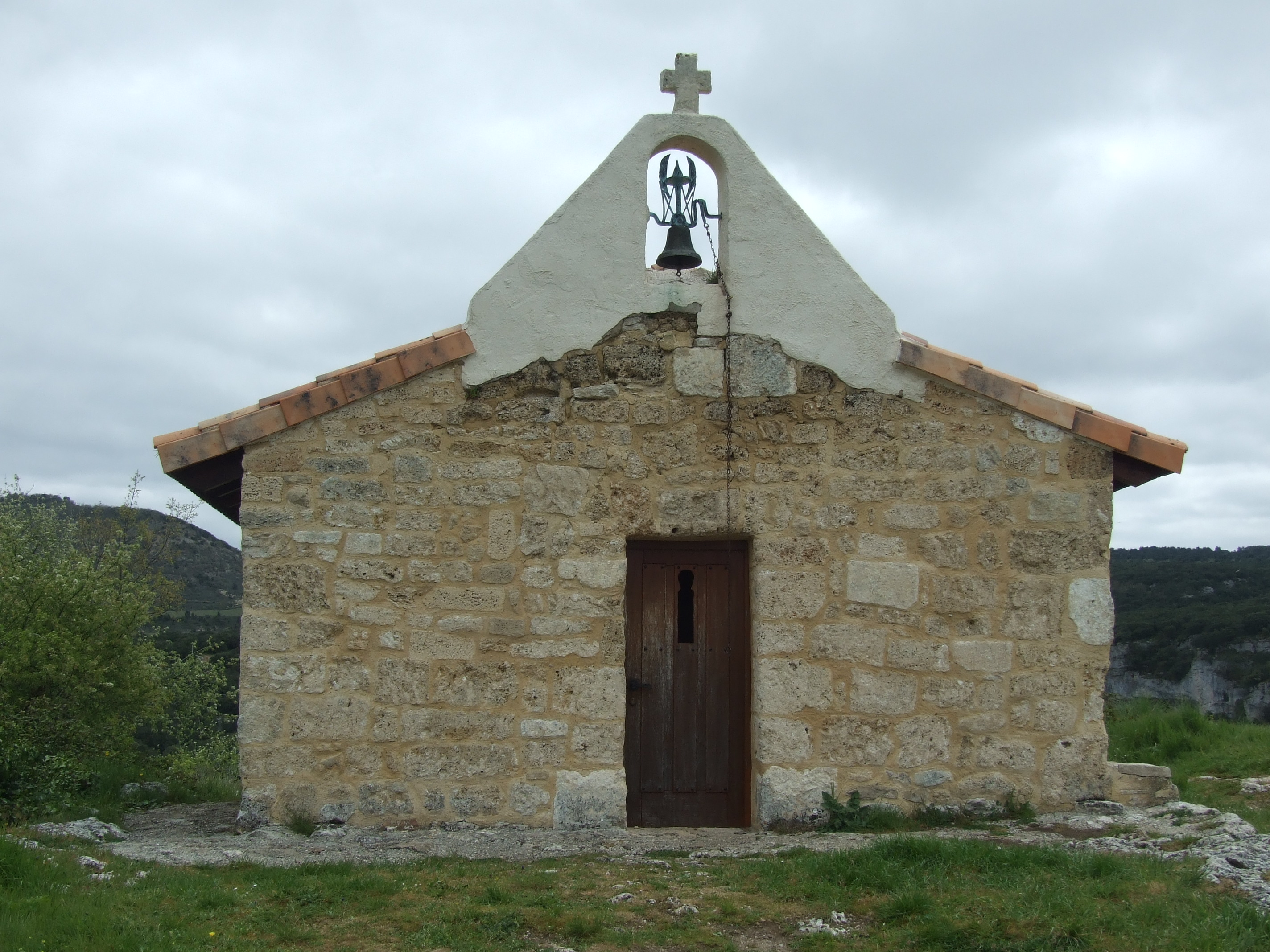
Ermita de Santa Centola y Santa Elena a Valdelateja

El seu culte es restringeix a la zona de Burgos. A Valdelateja hi ha una ermita visigòtica dedicada a les santes, que es diu que és al lloc del seu martiri. En aquesta ermita se'n conservaren les relíquies fins al 1317, quan es traslladaren a la catedral de Burgos, on són avui.